# علم قياس الحساسية
علم قياس الحساسية أو علم الحساسية الضوئية (بالإنجليزية: Sensitometry) هو الدراسة العلمية للمواد الحساسة للضوء، وخاصة الأفلام الفوتوغرافية. يعود أصل هذا العلم إلى أعمال فر ديناند هورتر وفيرو تشارلز دريفيلد في عام 1876 مع المستحلبات المبكرة بالأبيض والأسود. حيث حددا كيفية تغير كثافة الفضة الناتجة مع كمية الضوء المستلمة، بالإضافة إلى طريقة وزمن التحميض.